# Hiperjáték-paradoxon
A hiperjáték-paradoxon egy jólfundáltságra visszavezethető logikai paradoxon.

## Probléma
Egy (kétszemélyes) játékot akkor nevezünk jólfundáltnak, ha véges sok lépésben az egyik játékos győz, vagy döntetlent érnek el. (Például az egyre kisebb természetes számok mondása jólfundált, ellentétben a valós számokkal.) Tekintsük most az összes jólfundált játékok G halmazát, és legyen a hiperjáték az, hogy az A játékos választ egyet a jólfundált játékok közül, majd ezután a B játékos elkezdi a választott játékot.
A probléma: jólfundált játék-e a hiperjáték?
Két eset lehetséges:
1. A hiperjáték jólfundált. Ekkor a hiperjáték is a jólfundált játékok G halmazában van, tehát az A játékos választhatja a hiperjátékot a játszandó játéknak, de akkor ezt B is megteheti, stb., így a játék nem fejeződik be soha, tehát a hiperjáték nem jólfundált. Ellentmondás.
2. A hiperjáték nem jólfundált. Ekkor az A játékos választ a jólfundált játékok G halmazából egy játékot, ami n lépésben befejeződik, tehát a hiperjáték is befejeződik (n + 1) lépésben, tehát jólfundált. Ellentmondás.

## A paradoxon története
A paradoxon 1983-ban merült fel Raymond Smullyan egy cikkében, majd 1987-ben William Zwicker írt róla részletesebben, kimutatva más paradoxonokkal való kapcsolatát, majd egy megoldási javaslatot is kínált. Azóta sok helyen előkerült, például Jon Barwise és Lawrence Moss Vicious Circles című könyvükben, amelyben egy nem jólfundált halmazelmélet keretei közt formálisan modellálták a paradoxont. A gráfelmélet is felhasználta a paradoxont.

## Kiutak a paradoxonból
A hiperjáték-paradoxonnál is – mint sok más, a Russell-paradoxonhoz hasonlóan körkörösségre, öntartalmazásra apelláló paradoxonnál – adja magát a lehetőség, hogy egyszerűen kizárjuk a nemjólfundált konstrukciót, mint nem létező entitást. Ez a konstrukció esetünkben természetesen a „minden jólfundált játék halmazá”-ra vonatkozik. Ebben segít az axiomatikus halmazelméletekben gyakori regularitási axióma, mely kiküszöböli a játékoknak magukat játszmaként való tartalmazását is. Lényegében Zwicker 1987-es feloldása is ebbe az irányba mutat. „A hiperjáték nem létezik, ezért ne is gondoljunk arra, hogy azt játsszuk.” Barwiseékat viszont nem elégíti ki ez a megoldás, mert bár technikailag korrektül oldja fel a problémát, mégis marad egy olyan érzésünk, hogy a hiperjáték-paradoxon mond valamit a dolgok struktúrájáról, amit nem fontolunk meg azzal, ha csak egyszerűen kizárjuk a létező dolgok sorából.

## A paradoxon egy gráfelméleti megfogalmazása
A hiperjáték-paradoxon egy gráfelméleti átfogalmazása a véges gyökeres fák
paradoxonja. 
1. Definíció: Az egymáshoz csatlakozó élek sorozatát útnak nevezzük.
2. Definíció: Egy gráfot fának nevezünk, ha bármely két pontja között egyetlen út halad.
3. Definíció: Gyökeres egy fa, ha ki van jelölve egy pontja (az ún. gyökérpont).
4. Definíció: Véges egy fa, ha nincsen benne végtelen út.

Tekintsük most az összes véges gyökeres fákat, és egy további P pontot. Ezek egyesítését egészítsük ki a P-ből
minden egyes gyökérhez húzott élekkel, és jelöljük ki a P pontot. 
A probléma: Véges-e az így kapott gyökeres fa?